# رالی کرواسی ۲۰۲۲
رالی کرواسی ۲۰۲۲ یک رویداد مسابقات اتومبیلرانی برای خودروهای رالی بود که طی چهار روز از ۲۱ تا ۲۴ آوریل ۲۰۲۲ برگزار شد. این مسابقه، چهل و ششمین دوره از رالی کرواسی و سومین دور از مسابقات رالی قهرمانی جهان ۲۰۲۲، مسابقات قهرمانی رالی جهانی-۲، و مسابقات قهرمانی رالی جهانی-۳ را شامل می‌شد. این رویداد در سال ۲۰۲۲ در شهر زاگرب، واقع در کرواسی مرکزی برگزار شد و شامل ۲۰ مرحله خاص بود که مجموعاً مسافتی برابر با ۲۹۱٫۸۴ کیلومتر (۱۸۱٫۳۴ مایل) را پوشش می‌داد.
سباستین اوژیه و ژولین اینگراسیا مدافعان برد در رالی سال گذشته بودند. با این حال، آنها برای دفاع از عنوان خود در این رالی شرکت نکردند، اوژیه در فصل ۲۰۲۲ به طور موقت حضور داشت و اینگراسیا در پایان فصل ۲۰۲۱ از این ورزش بازنشسته شده بود. مادس اوستبرگ و تورستین اریکسن مدافعان برد در دسته رالی قهرمانی جهان ۲ بودند. کاجتان کاجتانویچ و ماسیج شچپانیاک نیز مدافعان برد در دسته WRC-3 بودند. همچنین، تیم بریتانیایی جان آرمسترانگ و فیل هال در کلاس جونیور عنوان قهرمانی را در اختیار داشتند.